# Port Hueneme
Port Hueneme és una població dels Estats Units a l'estat de Califòrnia. Segons el cens del 2000 tenia 21.845 habitants.

## Demografia
Segons el cens del 2000, Port Hueneme tenia 21.845 habitants, 7.268 habitatges, i 5.000 famílies. La densitat de població era de 1.895,4 habitants/km².
Dels 7.268 habitatges en un 37,4% hi vivien nens de menys de 18 anys, en un 49,9% hi vivien parelles casades, en un 13,5% dones solteres, i en un 31,2% no eren unitats familiars. En el 24,1% dels habitatges hi vivien persones soles el 10,3% de les quals corresponia a persones de 65 anys o més que vivien soles. El nombre mitjà de persones vivint en cada habitatge era de 2,86 i el nombre mitjà de persones que vivien en cada família era de 3,42.
Per edats la població es repartia de la següent manera: un 27,6% tenia menys de 18 anys, un 13,2% entre 18 i 24, un 32% entre 25 i 44, un 16,5% de 45 a 60 i un 10,7% 65 anys o més.
L'edat mediana era de 30 anys. Per cada 100 dones de 18 o més anys hi havia 100,7 homes.
La renda mediana per habitatge era de 42.246 $ i la renda mediana per família de 46.056 $. Els homes tenien una renda mediana de 30.314 $ mentre que les dones 25.703 $. La renda per capita de la població era de 17.311 $. Entorn del 9,8% de les famílies i el 12,2% de la població estaven per davall del llindar de pobresa.

## Poblacions més properes
El següent diagrama mostra les poblacions més properes.